# Margot Ryding
Margot Ingeborg Teresia Ryding (född Rolén), född den 31 december 1880 i Göteborg, död den 10 juni 1971 i Johanneshov, var en svensk skådespelare. 
Margon Ryding var dotter till fabrikören Anton Rolén. Efter studier för Signe Hebbe och Hedvig Winterhjelm debuterade hon 1902 på Dramatiska teatern. 1903–1909 var hon anställd först hos Hjalmar Selander, därefter hos Knut Lindroth och slutligen hos Axel Hultman. När hennes man Allan Ryding grundade ett eget teatersällskap 1910 övergick hon dit, och var verksam där fram till 1937. Under senare år var hon knuten till Folkets parker och Riksteatern. 1943–1945 var hon anställd vid Vasateatern.
Hon var syster till skådespelaren Artur Rolén och mor till skådespelerskan Anna-Lisa Ryding.
Margot Ryding är begravd på Norra begravningsplatsen utanför Stockholm.

## Filmografi
- 1942 – Tre glada tokar
- 1943 – Kvinnor i fångenskap
- 1944 – En dotter född
- 1944 – Hans officiella fästmö
- 1945 – Vandring med månen
- 1946 – Det är min modell
- 1946 – Begär
- 1947 – Sjätte budet
- 1949 – Hur tokigt som helst
- 1967 – Fadren

## Teater

### Roller (ej komplett)
| År   | Roll                     | Produktion                                              | Regi                     | Teater                           |
| ---- | ------------------------ | ------------------------------------------------------- | ------------------------ | -------------------------------- |
| 1942 | Mrs Brown                | Claudia Rose Franken                                    | Carlo Keil-Möller        | Dramaten                         |
| 1943 | Moder Martha             | Fröken Nitouche Hervé, Henri Meilhac och Albert Millaud | Max Hansen               | Vasateatern                      |
| 1943 | Mrs Bunting              | Den okuvliga Mr Bunting Robert Greenwood                | Martha Lundholm          | Vasateatern                      |
| 1943 | Påkläderskan             | Teater W. Somerset Maugham                              | Martha Lundholm          | Vasateatern                      |
| 1944 | Elna                     | Mans kvinna Vilhelm Moberg                              | Per Lindberg Gösta Folke | Vasateatern                      |
| 1944 | Spåkvinnan               | Det var nära ögat Thornton Wilder                       | Gunnar Skoglund          | Vasateatern                      |
| 1944 | Gumman                   | Dödsdansen August Strindberg                            | Gunnar Skoglund          | Vasateatern                      |
| 1944 | Mrs Nannie Cass          | Cocktails Leslie Howard                                 | Rudolf Wendbladh         | Blancheteatern                   |
| 1945 | Polton                   | Olivia Terence Rattigan                                 | Ernst Eklund             | Vasateatern                      |
| 1946 | Frieda                   | Morgondagens värld James Gow och Arnaud d'Usseau        | Martha Lundholm          | Vasateatern                      |
| 1947 | Duennan                  | Cyrano de Bergerac Edmond Rostand                       | Sandro Malmquist         | Oscarsteatern                    |
| 1947 | Mrs Higgins              | Pygmalion George Bernard Shaw                           | John Westin              | Riksteatern                      |
| 1952 | Assunta                  | Den tatuerade rosen Tennessee Williams                  | Ingmar Bergman           | Folkparksturné                   |
| 1956 | Amman                    | Fadren August Strindberg                                | Rune Carlsten            | Riksteatern                      |
| 1956 | Queenie                  | Häxlek John Van Druten                                  | Per-Axel Branner         | Lisebergsteatern                 |
| 1956 | Trotjänarinnan på gården | Under trädet ligger yxan Tormod Skagestad               | Bengt Lagerkvist         | Riksteatern                      |
| 1957 |                          | Ett dockhem Henrik Ibsen                                | Helge Hagerman           | Riksteatern                      |
| 1957 | Mrs Golightly            | Luftombyte W. Somerset Maugham                          | Per-Axel Branner         | Lisebergsteatern                 |
| 1958 |                          | Vid skilda bord Terence Rattigan                        | Per-Axel Branner         | Riksteatern                      |
| 1960 | Tant Ev                  | Miraklet William Gibson                                 | Per Gerhard              | Vasateatern                      |
| 1962 | Farmor Meng              | Patrasket Hjalmar Bergman                               | Stina Bergman            | Stockholms stadsteater           |
| 1963 | Gumman (Mor Georgien)    | Den kaukasiska kritcirkeln Bertolt Brecht               | Hans Dahlin              | Stockholms stadsteater           |
| 1963 | Erika                    | Bröllop hos tattarns Björn-Erik Höijer                  | Ingrid Thulin            | Stockholms stadsteater           |
| 1965 | Farmodren till Mats      | Kronbruden August Strindberg                            | Yngve Nordwall           | Stockholms stadsteater           |
| 1966 | Amman                    | Fadren August Strindberg                                | Ernst Günther            | Norrköping-Linköping stadsteater |